# Puppet Master
Puppet Master je sedmá epizoda páté série amerického hudebního seriálu Glee a v celkovém pořadí devadesátá pátá epizoda tohoto seriálu. Poprvé se vysílala ve Spojených státech dne 28. listopadu 2013 na televizním kanálu Fox. V epizodě se vrací speciální hostující hvězdy Demi Lovato jako Dani a Adam Lambert jako Elliott "Starchild" Gilbert. Konečně je odhalen důvod, proč Sue Sylvester (Jane Lynch) neustále nosí teplákovou soupravu.

## Obsah epizody
Vedoucí sboru Will Schuester (Matthew Morrison) se musí připravovat n nadcházející inspekci na McKinleyově střední škole a není dostupný pro sbor, a tak zadá sboru úkol, aby během jeho nepřítomnosti přicházeli s nápady na nadcházející národní kolo soutěže sborů. Blaine Anderson (Darren Criss) učiní několik návrhů ve svůj prospěch, které celý sbor kromě Jaka Puckermana (Jacob Artist) odmítne a obviní ho, že je panovačný. Blaine poté zavolá Kurtovi Hummelovi (Chris Colfer), který varuje Blaina, aby se nesnažil své nápady prosadit za každou cenu a nestal se z něj člověk, který ovládá lidi jako své loutky (puppet master). Kurt také odhaluje, že zamluvil první koncert jeho skupiny Pamela Lansbury na Callbacks a Blaine slíbí, že se na koncert přijde podívat. Rachel Berry (Lea Michele), Santana Lopez (Naya Rivera), Dani (Demi Lovato) a Elliott "Starchild" Gilbert (Adam Lambert) nejsou spokojeni s místem koncertu, ale jsou přesvědčeni Kurtovou představou prvního koncertu, ve které všichni čtyři zpívají "Into the Groove".
Školní rada navštěvuje McKinleyovu střední školu před inspekcí, aby prodiskutovala se Sue Sylvester (Jane Lynch) možnost, že by se stala ředitelkou na trvalo, z čímž souhlasí. Sue se zamiluje do vrchního dozorce Boba Harrise (Christopher Cousins) a je frustrovaná když zjistí, že si o ní Bob myslí, že je muž. Sue přiznává Becky Jackson (Lauren Potter), že změnila její více ženský styl a začala nosit své slavné teplákové soupravy, aby ji studenti respektovali. Becky poté povzbudí Sue, aby znovu ukázala svou ženskou stránku.
Blaine odmítá vystupovat kvůli zradě od New Directions a sedne si do zadní řady ve sborové místnosti. Díky úniku plynu má halucinace a vidí své přátele jako loutky, kteří ho zbožňují a společně zpívají "You're My Best Friend". Blaine později děkuje Jakovi za to, že ho podpořil a řekne mu o zvláštním místě v učebně. Jake stále dělá choreografii pro roztleskávačky a naštve Bree (Erinn Westbrooke), když jí řekne, že se vyspal se všemi rotleskávačkami v týmu. Will poté chce, aby Jake vytvořil taneční číslo pro národní kolo, ale on to odmítá a prohlašuje, že sbor nemá dostatek talentu pro jeho tanec. Poté má halucinace, kde vystupuje v mashupu písní "Nasty" a "Rhythm Nation". Krátce poté řekne Bree Jakovi, že je těhotná a že chce, aby jí doprovodil na schůzku s lékařem.
Will nabízí Sue pomoc výměnou za to, že věnuje peníze na oblečení pro New Directions na národní kolo, ale Sue odmítá. Sue zůstane sedět ve sborové místnosti a má halucinaci, ve které zpívá společně s Willem píseň "Cheek to Cheek". Sue také Blainovi zabaví loutku Kurta a Blaine musí zůstat po škole, díky čemuž se nemůže dostat na Kurtovo vystoupení. Dostanou se do hádky, když se Kurt dozví o tom, že si Blaine vytvořil jeho loutku a jeho skupina Pamela Lansbury je poté zklamána, když zjistí, že jediným člověkem, který přišel na jejich koncert, je starší muž, který doufal, že potká Angelu Lansburyovou.
Blaine, Jake a Becky se potkají po škole a Blaine kryje Jakovi záda, když se Jake připravuje na to, že vezme Bree k lékaři, ta mu ale řekne, že to byl falešný poplach a těhotná není. Jake je nadšený, ale Bree ho varuje, že jeho životní styl bude mít nechtěné následky, pokud bude takhle dál pokračovat a že se od něj bude držet dál díky jeho špatnému vlivu. Jake zváží její slova a omluví se Marley Rose (Melissa Benoist) za své chování a snaží se s ní dát znovu dohromady. Marley omluvu přijímá, ale řekne mu, že už ho teď vidí jen jako kamaráda a zanechá ho se zlomeným srdcem.
Sue pověří Wada "Unique" Adamse (Alex Newell) aby ji pomohl a okouzlí školní radu, včetně toho, že opraví únik plynu v učebně. Rada ji nabídne trvalé místo ředitelky a Sue pozve Boba Harrise na schůzku, on to ale odmítne. Ve stejný okamžik Kurt oznámí, že starší muž v publiku na jejich koncertě byl strýcem člověka, který pro ně zablokoval místo pro jejich druhý koncert, tentokrát již v populárním klubu. Blaine jako omluvu vytvoří loutky všech svých přátel a spolu s omluvou jim je předává. Na konci epizody New Directions a Pamela Lansbury společně zpívají "The Fox".

## Seznam písní
- "Into the Groove"
- "You're My Best Friend"
- "Nasty / Rhythm Nation"
- "Cheek to Cheek"
- "The Fox"

## Hrají
| Jacob Artist     | Jake Puckerman      |
| Melissa Benoist  | Marley Rose         |
| Chris Colfer     | Kurt Hummel         |
| Darren Criss     | Blaine Anderson     |
| Blake Jenner     | Ryder Lynn          |
| Jane Lynch       | Sue Sylvester       |
| Kevin McHale     | Artie Abrams        |
| Lea Michele      | Rachel Berry        |
| Matthew Morrison | William Schuester   |
| Alex Newell      | Wade "Unique" Adams |
| Chord Overstreet | Sam Evans           |
| Naya Rivera      | Santana Lopez       |
| Becca Tobin      | Kitty Wilde         |
| Jenna Ushkowitz  | Tina Cohen-Chang    |